# Michelle Singletary
Michelle Singletary är en amerikansk programledare, kolumnist och författare i ämnet privatekonomi. Sedan 1997 har hon skrivit kolumnen "The Color of Money" i Washington Post där hon ger ekonomiska råd till privatpersoner. Hon har skrivit böcker i ämnet och leder sedan 2006 det egna tv-programmet Singletary Says på TV One.